# 2014년 미스코리아

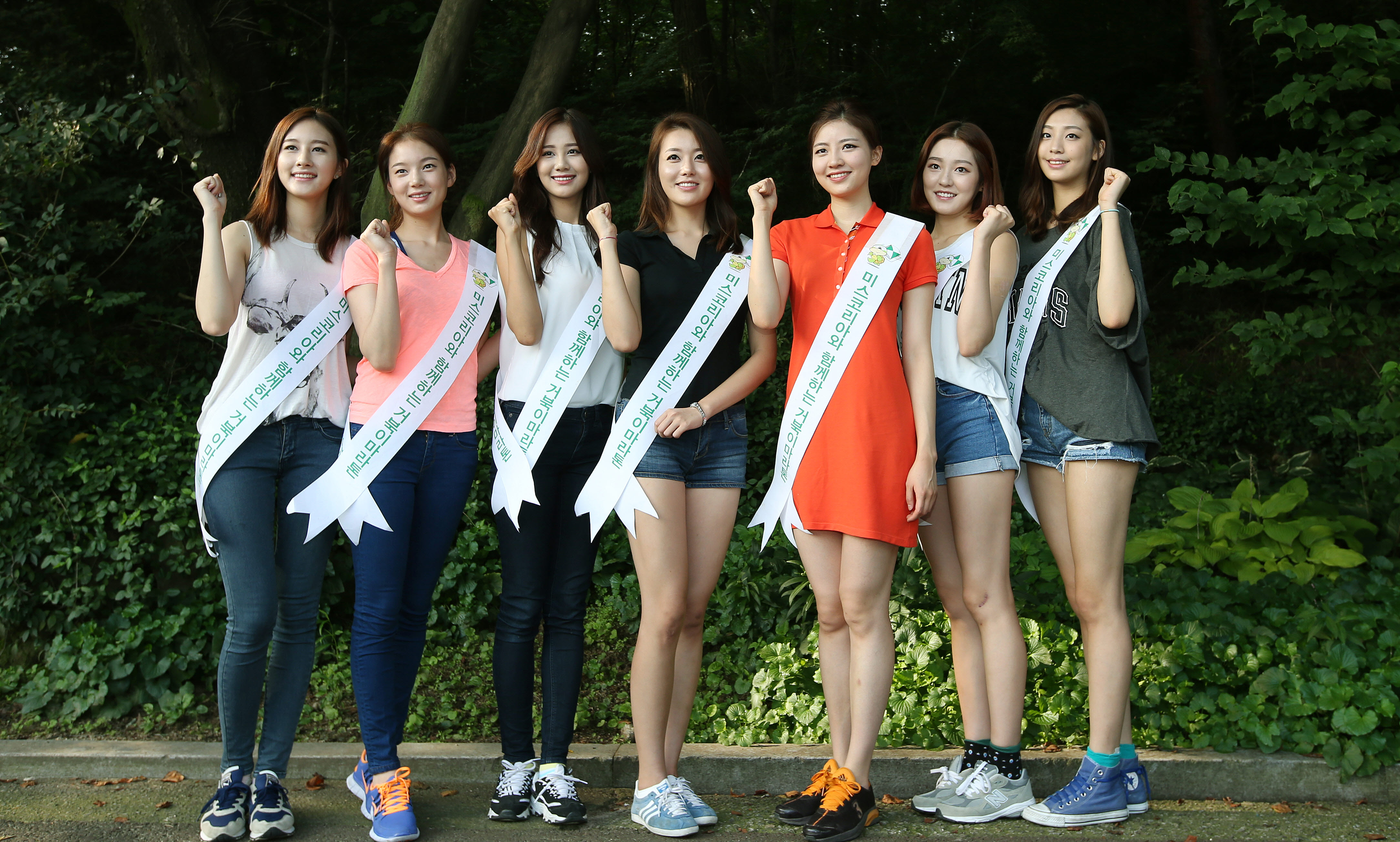
2014년 미스코리아 당선자들

2014년 미스코리아는 2014년 7월 15일에 서울특별시 올림픽공원 올림픽홀에서 열린 쉰여덟번째 미스코리아 선발대회이다. Y-STAR & 코미디TV로 중계했으며, 오상진, 수영이 진행을 맡았다.

## 수상자

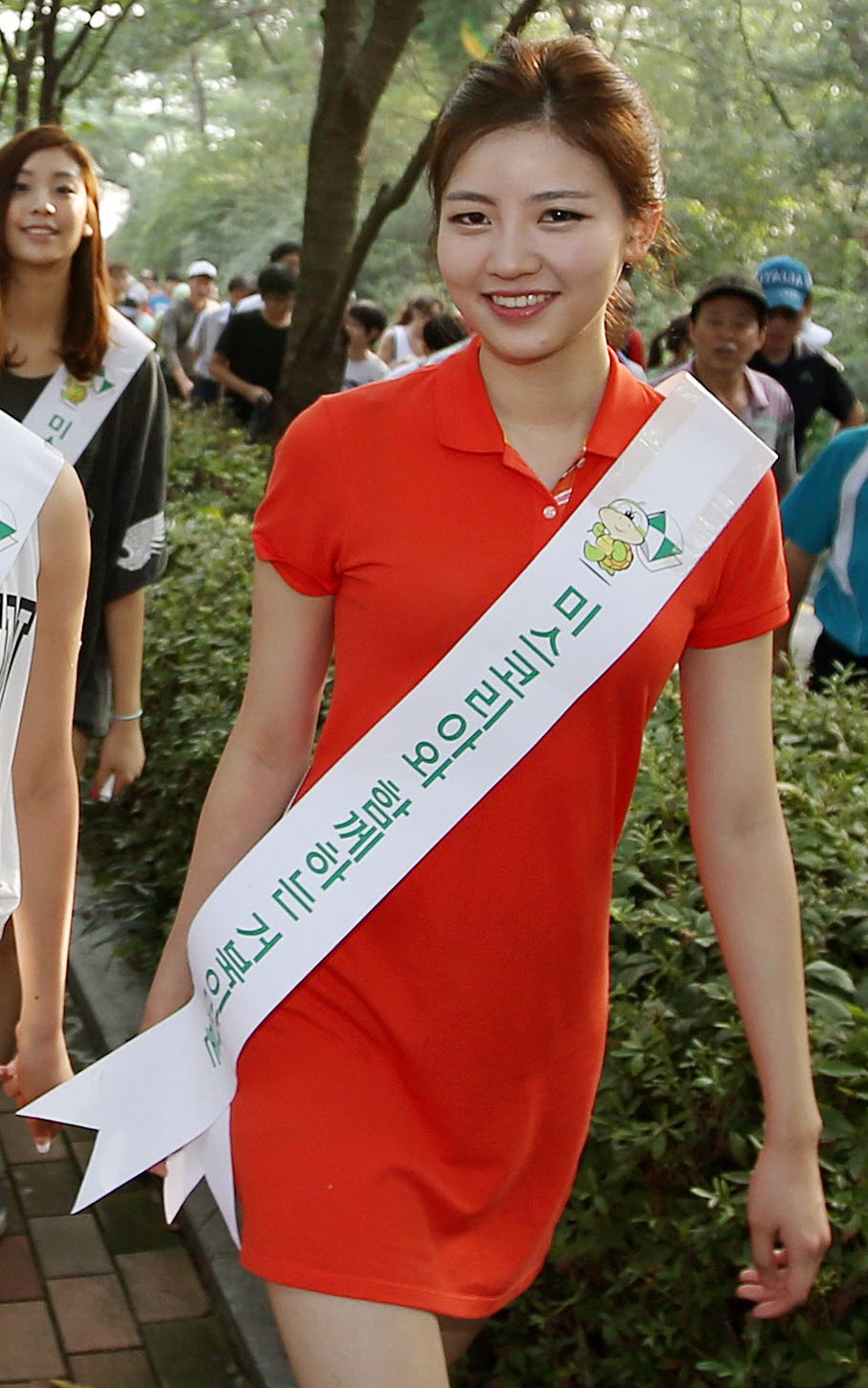
진(眞) : 13번 김서연 (서울 진)
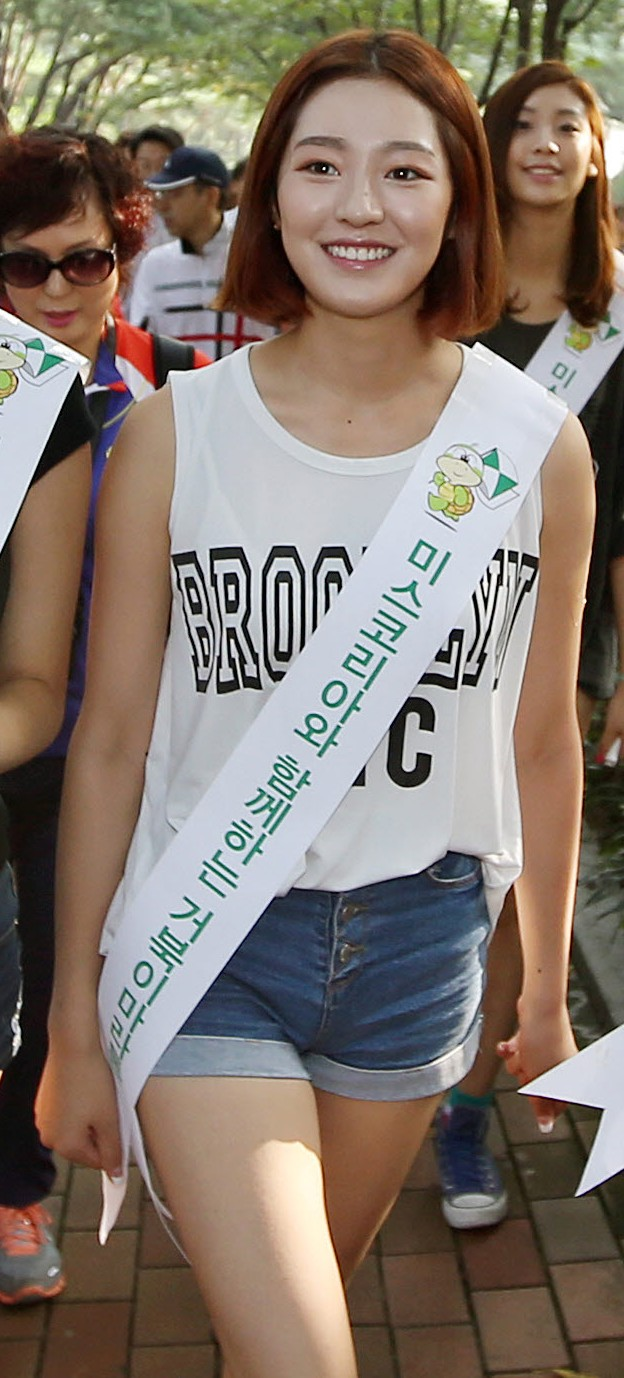
선(善) : 4번 신수민 (경북 진), 50번 이서빈 (경기 미)
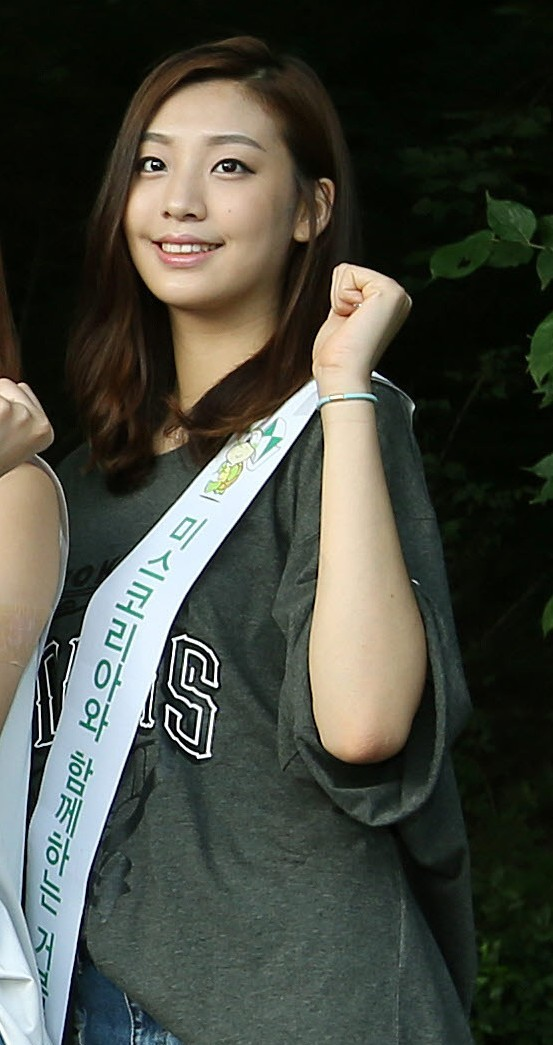
2014년 미스코리아 선 이서빈, 미스 경기 미
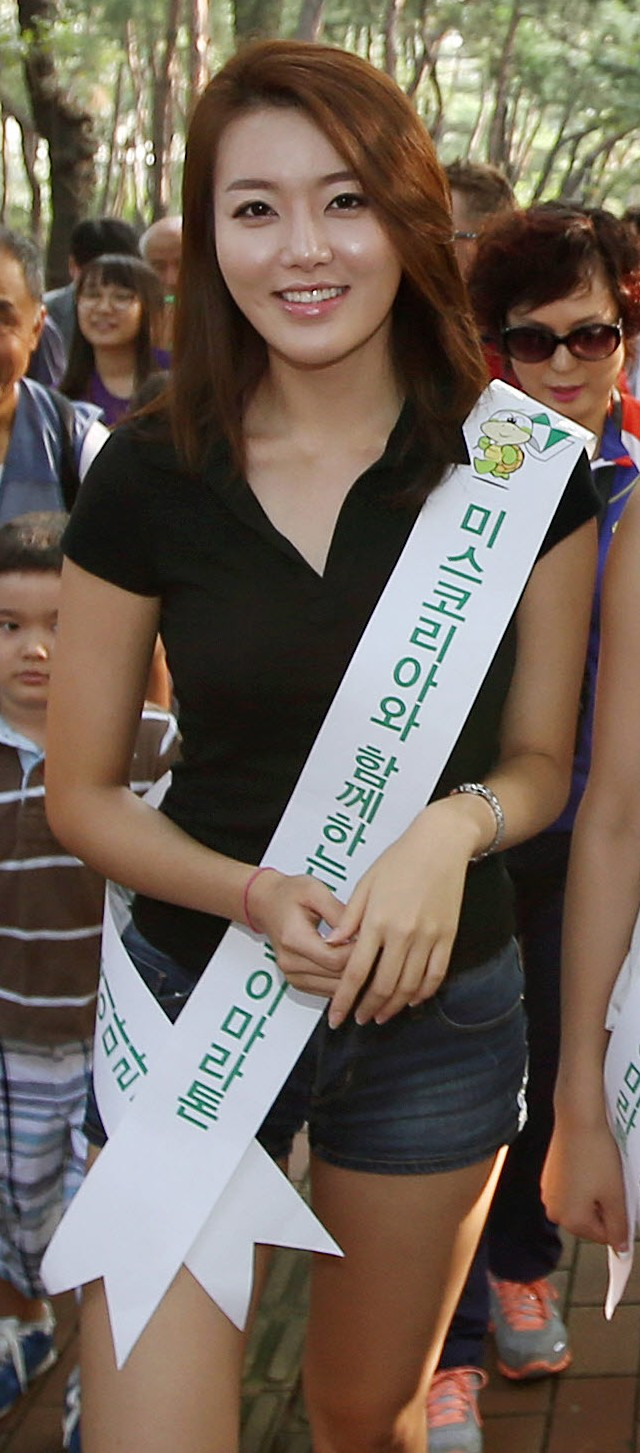
미(美) : 1번 이사라 (USA 미), 16번 류소라 (경남 선), 28번 백지현 (대구 미), 38번 김명선 (전북 미)
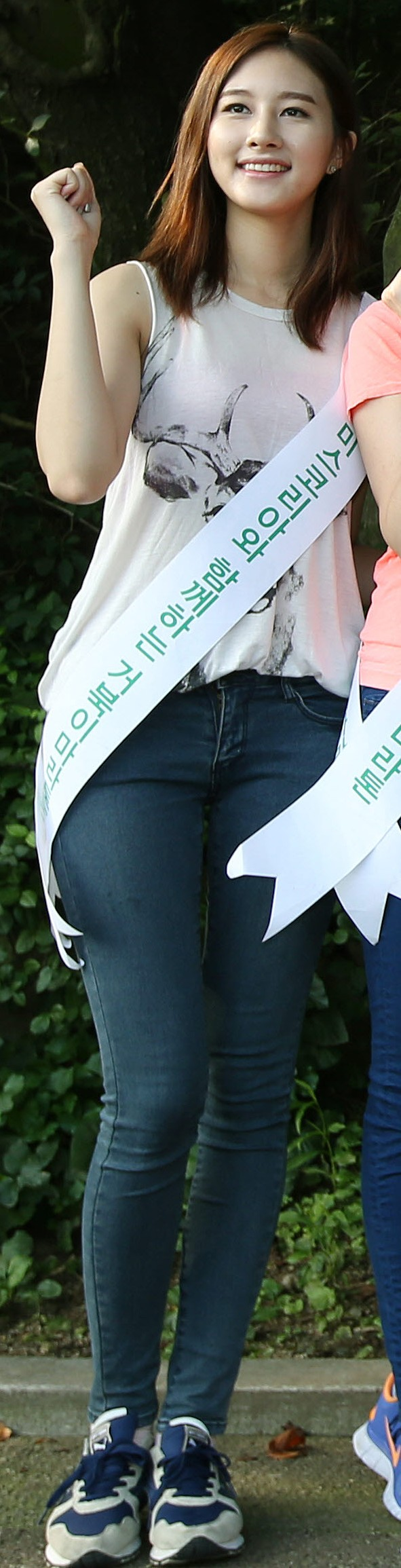
2014년 미스코리아 미 김명선, 미스 전북 미

- 우정상 : 47번 박가람 (강원 선)
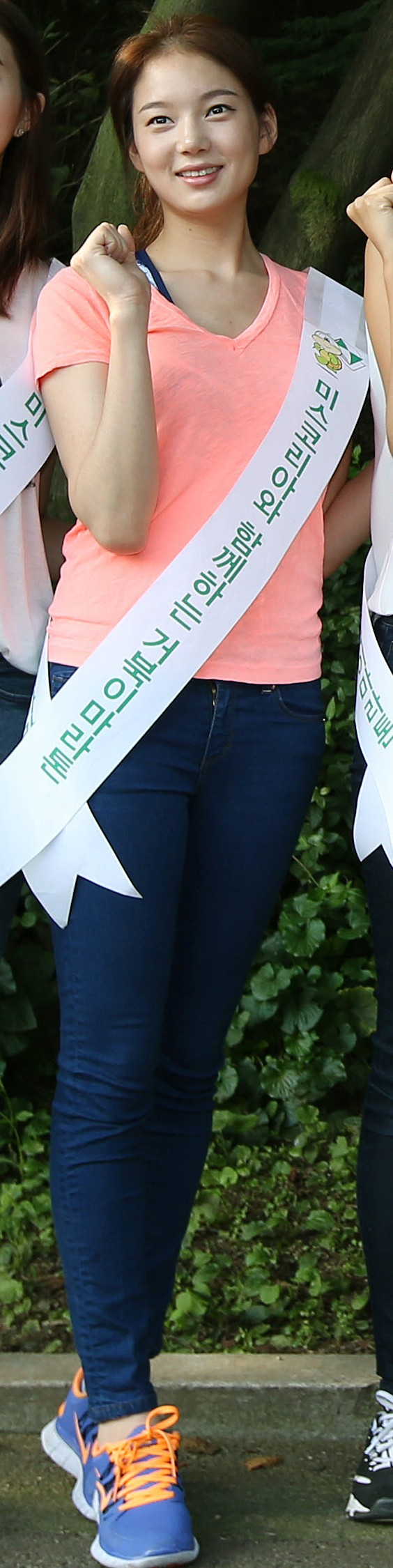
매너상 : 1번 이사라 (USA 미)
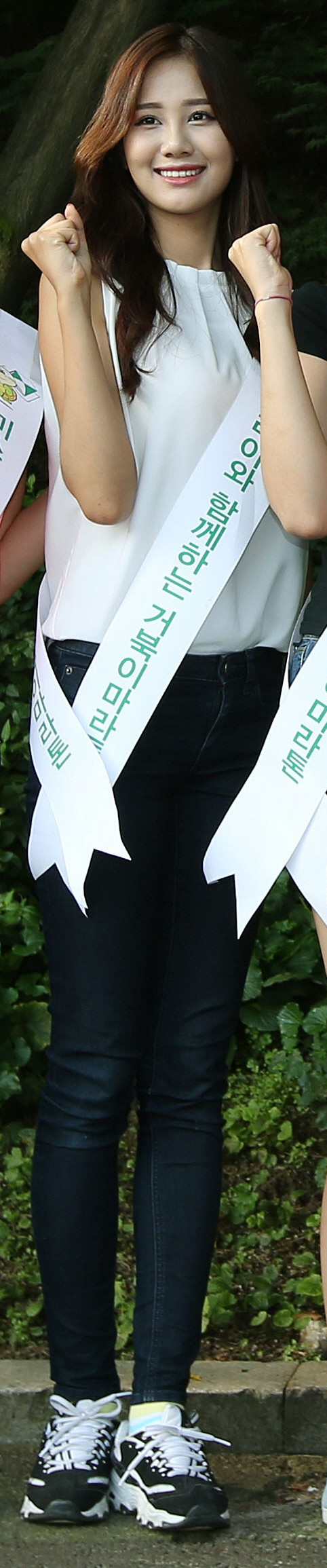
2014년 미스코리아 미 백지현, 미스 대구 미
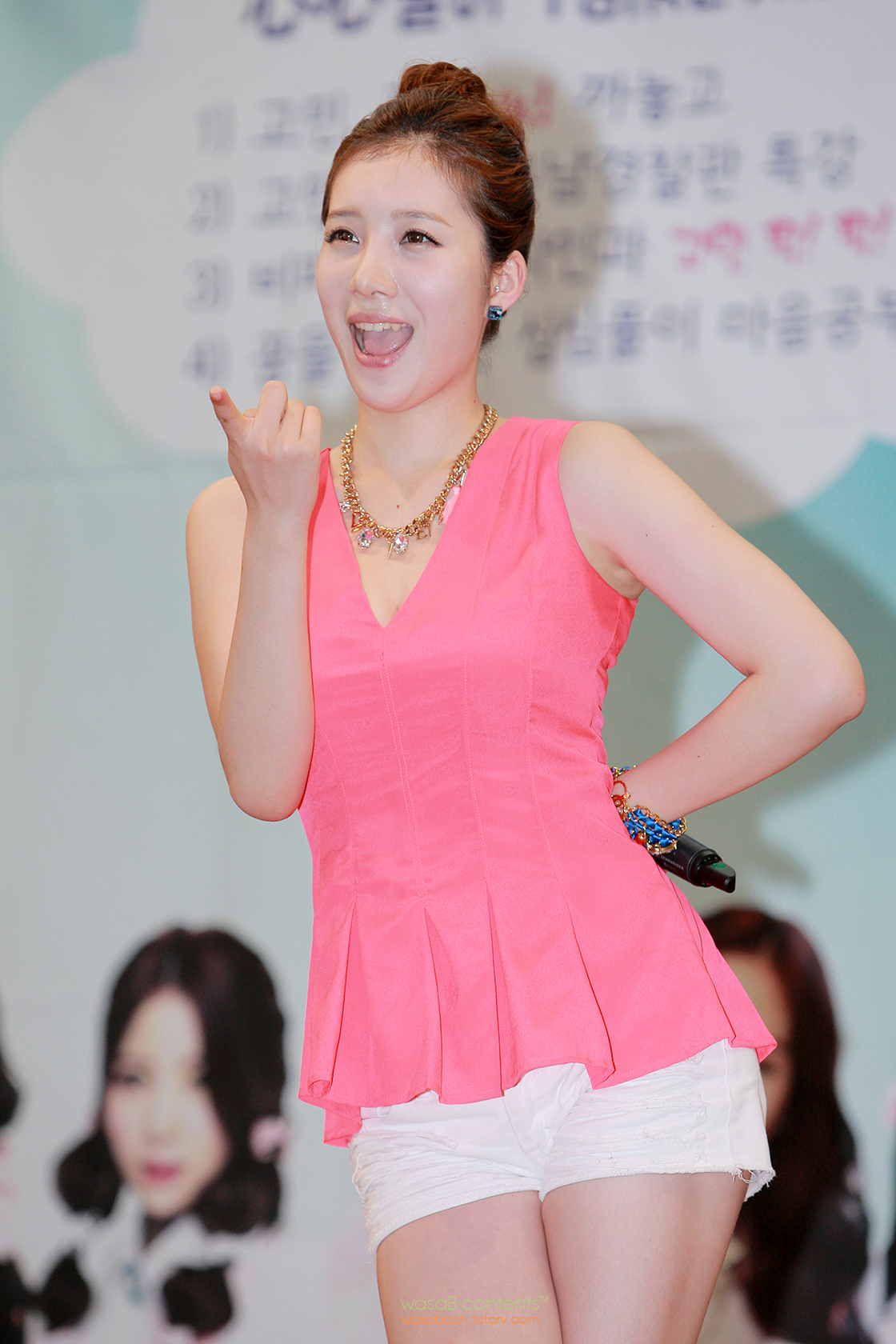
2014년 미스코리아 후보 효인(차은비), 미스 경북 선

- 포토제닉상 : 6번 주가을 (경남 진)
- 엔터테인먼트상 : 23번 고은빈 (광주-전남 미)
- 인기상 : 33번 허진 (USA 선)

## 후보자
총 49명의 후보자들이 본선 대회에 참가했다.
| 지역대회       | 지역대회 | 이름      | 생년월일               | 신체사항                      | 학력                                              | 수상           | 비고                                             |
| -------------- | -------- | --------- | ---------------------- | ----------------------------- | ------------------------------------------------- | -------------- | ------------------------------------------------ |
| 강원           | 진(眞)   | 41 김서지 | 1993년 5월 27일(31세)  | 172.5 cm / 55.8 kg / 35-24-36 | 상명대학교 조형예술학과                           |                |                                                  |
| 강원           | 선(善)   | 47 박가람 | 1991년 11월 1일(33세)  | 170.8 cm / 51.3 kg / 34-24-35 | 이화여자대학교 패션디자인학과                     | 우정상         |                                                  |
| 강원           | 미(美)   | 21 이혜라 | 1989년                 |                               | 경희대학교 법학과                                 |                | 개인사정으로 인해 미참가                         |
| 경기           | 진(眞)   | 2 백예림  | 1991년 11월 23일(33세) | 169.6 cm / 49.7 kg / 35-24-36 | 성신여자대학교 불어불문학과                       |                |                                                  |
| 경기           | 선(善)   | 26 조세휘 | 1991년 6월 14일(33세)  | 171.2 cm / 51.9 kg / 36-24-36 | 인하대학교 연극영화과                             |                |                                                  |
| 경기           | 미(美)   | 50 이서빈 | 1995년 4월 29일(29세)  | 171.1 cm / 50.8 kg / 34-24-36 | 한국외국어대학교 태국어과                         | 선(善)         |                                                  |
| 경기           | 미(美)   | 5 김도연  | 1990년 5월 11일(34세)  | 172.2 cm / 53.1 kg / 35-23-36 | 배화여자대학교 중국어통번역과                     |                | 패자부활전으로 진출                              |
| 경남           | 진(眞)   | 6 주가을  | 1994년 7월 9일(30세)   | 172.7 cm / 52.1 kg / 35-24-35 | 경남대학교 신문방송학과                           | 포토제닉상     |                                                  |
| 경남           | 선(善)   | 16 류소라 | 1994년 3월 30일(31세)  | 173.8 cm / 55 kg / 36-25-35   | 서울예술대학교 한국음악과                         | 미(美)         |                                                  |
| 경남           | 미(美)   | 7 이서윤  | 1995년 5월 24일(29세)  | 170.4 cm / 56.5 kg / 36-25-36 | 광주여자대학교 항공서비스학과                     |                |                                                  |
| 경북           | 진(眞)   | 4 신수민  | 1993년 8월 2일(31세)   | 173.8 cm / 52.5 kg / 34-24-36 | 위덕대학교 항공관광학과                           | 선(善)         |                                                  |
| 경북           | 선(善)   | 46 차은비 | 1989년 8월 24일(35세)  | 169.4 cm / 52 kg / 34-23-35   | 대경대학교 연극영화과                             |                |                                                  |
| 경북           | 미(美)   | 35 유지은 | 1992년 5월 27일(32세)  | 175.7 cm / 55.2 kg / 35-24-37 | 인하공업전문대학 항공운항과                       |                |                                                  |
| 광주-전남      | 진(眞)   | 45 이화린 | 1991년 4월 20일(33세)  | 169.9 cm / 52.3 kg / 36-24-38 | 경기대학교 연기학과                               |                |                                                  |
| 광주-전남      | 선(善)   | 44 이현   | 1993년 2월 5일(32세)   | 172 cm / 50.8 kg / 34-24-35   | 조선대학교 신문방송학과                           |                |                                                  |
| 광주-전남      | 미(美)   | 9 이초비  | 1994년 2월 28일(31세)  | 168.3 cm / 50.6 kg / 33-23-35 | 청강문화산업대학교 만화창작과                     |                |                                                  |
| 광주-전남      | 미(美)   | 23 고은빈 | 1993년 4월 19일(32세)  | 169.6 cm / 46.4 kg / 34-24-34 | 서울문영여자고등학교                              | 엔터테인먼트상 | 패자부활전으로 진출                              |
| 대구           | 진(眞)   | 8 김현희  | 1990년 8월 2일(34세)   | 169.8 cm / 46.9 kg / 33-24-35 | 이화여자대학교대학원 시각디자인과                 |                |                                                  |
| 대구           | 선(善)   | 39 여지은 | 1994년 10월 21일(30세) | 174.5 cm / 54.6 kg / 34-24-36 | 영남이공대학교 관광계열 항공서비스전공            |                |                                                  |
| 대구           | 미(美)   | 28 백지현 | 1993년 3월 27일(32세)  | 178.4 cm / 49.1 kg / 33-24-36 | 계명대학교 성악과                                 | 미(美)         |                                                  |
| 대전-세종-충남 | 진(眞)   | 49 김경윤 | 1994년 1월 7일(31세)   | 171.7 cm / 48.1 kg / 33-24-34 | 한서대학교 항공관광학과                           |                |                                                  |
| 대전-세종-충남 | 선(善)   | 22 안인희 | 1990년 2월 2일(35세)   | 169.6 cm / 49.9 kg / 35-24-35 | 이화여자대학교 철학, 경영학과                     |                |                                                  |
| 대전-세종-충남 | 미(美)   | 43 김예솔 | 1993년 8월 27일(31세)  | 174.9 cm / 51.5 kg / 34-24-36 | 대덕대학교 모델학과                               |                |                                                  |
| 부산-울산      | 진(眞)   | 30 심혜빈 | 1993년 12월 19일(31세) | 170.6 cm / 48.2 kg / 34-23-35 | 부산대학교 무용학과                               |                |                                                  |
| 부산-울산      | 선(善)   | 24 이채린 | 1990년 1월 3일(35세)   | 168.2 cm / 52.4 kg / 34-24-35 | 성균관대학교 전자전기공학부                       |                |                                                  |
| 부산-울산      | 미(美)   | 37 이서빈 | 1991년 6월 16일(33세)  | 169.3 cm / 48.9 kg / 34-24-35 | 동아대학교 정치외교학과                           |                |                                                  |
| 서울           | 진(眞)   | 13 김서연 | 1992년 5월 19일(32세)  | 172.8 cm / 51.4 kg / 33-24-35 | 이화여자대학교 경영학과                           | 진(眞)         |                                                  |
| 서울           | 선(善)   | 14 김남희 | 1989년 1월 2일(36세)   | 175 cm / 53.7 kg / 34-25-35   | 숙명여자대학교 의류학과                           |                |                                                  |
| 서울           | 선(善)   | 20 이슬기 | 1991년 1월 31일(34세)  | 171.1 cm / 50 kg / 33-23-34   | 경희대학교 연극영화학과                           |                |                                                  |
| 서울           | 미(美)   | 3 박소윤  | 1989년 4월 5일(36세)   | 175.3 cm / 56.8 kg / 34-25-35 | 동덕여자대학교 방송연예학과                       |                |                                                  |
| 서울           | 미(美)   | 15 유지혜 | 1993년 2월 13일(32세)  | 171.1 cm / 49.7 kg / 32-24-34 | 숙명여자대학교 영어영문학과                       |                |                                                  |
| 서울           | 미(美)   | 42 황채원 | 1992년 7월 25일(32세)  | 174.1 cm / 56.3 kg / 33-24-34 | 한양대학교 연극영화과                             |                |                                                  |
| 서울           | 미(美)   | 36 남현진 | 1990년 6월 7일(34세)   | 175.7 cm / 51.4 kg / 34-24-34 | 이화여자대학교 화학나노과학과                     |                | 패자부활전으로 진출                              |
| 서울           | 미(美)   | 48 김소희 | 1989년 10월 6일(35세)  | 171.8 cm / 51 kg / 35-24-36   | 숙명여자대학교 무용과                             |                | 패자부활전으로 진출                              |
| 인천           | 진(眞)   | 18 김지아 | 1993년 9월 18일(31세)  | 178.3 cm / 52.7 kg / 33-23-36 | 경희대학교 언론정보학과                           |                |                                                  |
| 인천           | 선(善)   | 27 가영   | 1993년 1월 3일(32세)   | 176.5 cm / 57.7 kg / 34-24-36 | 인하공업전문대학 항공운항과                       |                |                                                  |
| 인천           | 미(美)   | 12 최유경 | 1994년 3월 30일(31세)  | 176.5 cm / 54.7 kg / 33-24-34 | 가톨릭대학교 경제학과                             |                |                                                  |
| 전북           | 진(眞)   | 17 김세정 | 1990년 9월 5일(34세)   | 171.4 cm / 51.5 kg / 34-24-35 | 파슨스 디자인 스쿨 디자인 경영                    |                |                                                  |
| 전북           | 선(善)   | 10 김하정 | 1989년 6월 3일(35세)   | 166.6 cm / 51.8 kg / 35-24-36 | 숙명여자대학교 무용학과                           |                |                                                  |
| 전북           | 미(美)   | 38 김명선 | 1993년 5월 26일(31세)  | 172.1 cm / 49.7 kg / 34-25-34 | 전북대학교 신문방송학과                           | 미(美)         | 지역대회에서는 선이었지만 본선에서 미로 참가     |
| 제주           | 진(眞)   | 34 정재연 | 1992년 12월 29일(32세) | 173.9 cm / 57.3 kg / 36-26-38 | 제주관광대학교 항공서비스학과                     |                |                                                  |
| 제주           | 선(善)   | 29 류지연 | 1991년 10월 15일(33세) | 173.6 cm / 59.8 kg / 34-24-36 | 제주대학교 관광경역학과                           |                |                                                  |
| 제주           | 미(美)   | 31 민다정 | 1991년 6월 7일(33세)   | 179 cm / 61.8 kg / 34-26-36   | 대경대학교 모델학과                               |                | 지역대회에서는 선이었지만 본선에서 미로 참가     |
| 충북           | 진(眞)   | 19 김희진 | 1992년 2월 18일(33세)  | 165.9 cm / 47.2 kg / 34-24-34 | 상명대학교 무용예술학과                           |                |                                                  |
| 충북           | 선(善)   | 25 주혜리 | 1994년 11월 25일(30세) | 167.2 cm / 47.4 kg / 35-23-33 | 성신여자대학교 국어국문학과                       |                |                                                  |
| 충북           | 미(美)   | 11 하우리 | 1990년 8월 16일(34세)  | 174.2 cm / 55.4 kg / 34-24-36 | 중앙대학교대학원 예술경영학과                     |                |                                                  |
| USA            | 진(眞)   | 40 왕현   | 1995년 1월 27일(30세)  | 177.4 cm / 57.1 kg / 35-25-36 | 서던 캘리포니아 대학교 Fine Arts & Graphic Design |                |                                                  |
| USA            | 선(善)   | 33 허진   | 1990년 2월 4일(35세)   | 168.5 cm / 55.5 kg / 35-24-35 | 일리노이 대학교 어배너-섐페인 심리학과            | 인기상         |                                                  |
| USA            | 미(美)   | 1 이사라  | 1990년 9월 19일(34세)  | 168.3 cm / 50.5 kg / 34-24-34 | 아트센터 디자인 대학교 일러스트레이션             | 미(美), 매너상 |                                                  |
| USA            | 미(美)   | 32 김나영 | 1989년 9월 25일(35세)  | 167.3 cm / 48.2 kg / 34-24-34 | 앨버타 대학교 경제학과                            |                | 지역대회에서는 한국일보였지만 본선에서 미로 참가 |

- 2014년 미스코리아 진
김서연, 미스 서울 진
- 2014년 미스코리아 선
신수민, 미스 경북 진
- 2014년 미스코리아 선
이서빈, 미스 경기 미
- 2014년 미스코리아 미
류소라, 미스 경남 선
- 2014년 미스코리아 미
김명선, 미스 전북 미
- 2014년 미스코리아 미
이사라, 미스 USA 미
- 2014년 미스코리아 미
백지현, 미스 대구 미
- 2014년 미스코리아 후보
효인(차은비), 미스 경북 선